# Amathia (Crassicaula) medullaris
Amathia (Crassicaula) medullaris is een mosdiertjessoort uit de familie van de Vesiculariidae. De wetenschappelijke naam van de soort werd, als Bowerbankia medullaris, voor het eerst geldig gepubliceerd in 1972 door Mawatari.